# Toropamecia veenota
Toropamecia veenota är en tvåvingeart som beskrevs av Timothy M. Cogan 1978. Toropamecia veenota ingår i släktet Toropamecia och familjen markflugor. Inga underarter finns listade i Catalogue of Life.